# Хуррія (Алеппо)
«Хуррія» (араб. نادي الفتوة السوري) — сирійський футбольний клуб з міста Алеппо. Утворений 1952 року. Домашні матчі проводить на арені «Аль-Хамаданія». 
Клуб двічі перемагав у чемпіонаті Сирії та один раз вигравав національний кубок.

## Досягнення
- Чемпіон Сирії (2) : 1992, 1994
- Володар Кубка Сирії (1) : 1992